# Auxokrom
Az auxokróm (gör. auxanein: növekszik, chroma: szín) egy olyan, önmagában színtelenül megjelenő atomcsoport, amely a kromoforhoz kapcsolódik és befolyásolja annak fényabszorbeáló képességét. Például az auxokróm csoportok közé tartozik a hidroxilcsoport (−OH), az aminocsoport (−NH2) és az aldehidcsoport (−CHO).
Auxokrómok olyan funkciós csoportok lehetnek, melyek nemkötő elektronpárokkal rendelkeznek. Ha ilyen csoportok közvetlen kapcsolatba (konjugációba) kerülnek a kromofor pi-rendszerével, akkor növelhetik a fényabszorpció hullámhosszát és annak intenzitását is.
Az auxokrómokban legalább egy nemkötő elektronpárnak lennie kell, mely úgy is tekinthető, mint a konjugált rendszer rezonancia általi kiterjesztése.
Az auxokróm befolyásolja a szerves anyagok színét. A benzol például színtelen, mivel nincs kromoforja, de a nitrobenzol halványsárga színű a nitrocsoport (−NO2) jelenléte miatt. A 4-nitrofenol azonban mélysárga színű, mivel itt egy auxokróm (−OH) kapcsolódik egy kromoforral (−NO2). Hasonló jelenség figyelhető meg az azobenzol esetén is, mely piros színű, de a para-hidroxi-azobenzol színe mélyvörös. 
Az auxokrómok két fő típusba sorolhatók: 
- Savas: −COOH (karbonsavak), −OH, −SO3 (szulfonátok)
- Bázikus: −NHR, −NR2, −NH2

Festék készítéséhez nélkülözhetetlen, hogy egy kromogén molekulában legyen jelen auxokróm csoport. Azonban amikor egy auxokróm meta pozícióban van a kromoforhoz képest, akkor az nem befolyásolja a színt.
Az auxokrómok olyan anyagok, amelyek a vörös felé történő eltolódást okoznak, mert növelik az abszorpció hullámhosszát, az infravörös tartomány felé közelítve azt. A Woodward–Fieser-szabályok révén számos, a szerves molekulák konjugált rendszeréhez kapcsolódó auxokrómra megbecsülhető, hogy mennyivel tolódik el az abszorpciós maximum hullámhossza. Az auxokróm elősegíti, hogy egy festék ahhoz a tárgyhoz tapadjon, melyet be akarnak színezni.

## Fordítás
Ez a szócikk részben vagy egészben  az   Auxochrome című angol Wikipédia-szócikk ezen változatának fordításán alapul.  Az eredeti cikk szerkesztőit annak laptörténete sorolja fel. Ez a jelzés csupán a megfogalmazás eredetét és a szerzői jogokat jelzi, nem szolgál a cikkben szereplő információk forrásmegjelöléseként.

## Külső hivatkozások
- https://web.archive.org/web/20120127221530/http://www.tc.umn.edu/~gambl007/publications/Gamble_etal_2006_Tyrosinase.pdf
- http://www.chemie.uniregensburg.de/Anorganische_Chemie/Pfitzner/demo/demo_ss03/mangan.pdf%5B%5D
- http://www.muszeroldal.hu/measurenotes/spektrofotom.pdf
- http://www.nyme.hu/fileadmin/dokumentumok/emk/kemia/szerves_kemia/szerves-03het.pdf
- http://www.kfki.hu/chemonet/hun/teazo/festek/festek1.html